# Armée de Lorraine
L'Armée de Lorraine est une unité de l'armée de terre française aujourd'hui dissoute.

## Création
- 17 août 1914 : création de l’Armée de Lorraine.
- 27 août 1914 : dissolution transformée en  6e armée.

## Commandement

### Chefs de l'armée de Lorraine
- 17 - 21 août : général Durand
- 21 - 27 août : général Maunoury

### Chefs d'état-major
- 17 - 21 août : lieutenant-colonel Diébold
- 21 - 27 août : colonel Guillemin

## Composition
- 3e groupement de divisions de réserve

67e division d'infanterie du 17 au 22 août.
72e division d'infanterie du 17 au 22 août.
65e division d'infanterie du 22 au 26 août.
75e division d'infanterie du 22 au 24 août.
55e division d'infanterie du 22 au 27 août.
56e division d'infanterie du 22 au 27 août.

## Historique
- 17 - 22 août : constituée le 17 août dans la région à l'ouest de la ligne Pont-à-Mousson (2e armée), Chambley-Bussières, Étain (3e armée). Occupation des Hauts-de-Meuse et couverture face à Metz.

22 août : la subdivision de la 3e armée est remplacée par l'armée de Lorraine.
- 22 - 24 août : occupation des Hauts-de-Meuse et couverture face à Metz entre Pont-à-Mousson (2e armée) et Audun-le-Roman (3e armée).
- 24 - 27 août : engagée dans la bataille des Frontières, à la droite de la 3e armée. Offensive partielle, arrêtée sur l'Orne, puis repli sur les Hauts-de-Meuse et dans la vallée de la Meuse.
- 27 août : dissolution, l'armée de Lorraine sert à former la 6e armée.